# SteamOS

Відеогра, Ядро Linux, Simple DirectMedia Layer та OpenGL.

SteamOS — операційна система, заснована на Arch Linux (спочатку, до 2021 року, на Debian Linux), яка розробляється корпорацією Valve спеціально для Steam. Орієнтована на запуск ігор на екрані телевізора. SteamOS стала доступною в якості операційної системи, безкоштовною для користувачів і безкоштовно ліцензованою для розробників.

## Особливості
Розробники стверджують, що в  SteamOS  значно поліпшена продуктивність обробки графіки. Ведуться роботи над обробкою звуку, а також зменшенням затримки при використанні засобів введення на рівні операційної системи.
Домашній стриммінг дозволяє грати в ігри для Windows і OS X, доступні в бібліотеці Steam, на пристрої зі SteamOS. Гра запускається на комп'ютері під управлінням Windows або OS X і транслюється по локальній мережі на пристрій з SteamOS, підключений до телевізора .
Функція Family Sharing дозволяє ділитися своїми іграми з іншими гравцями. Гравці можуть по черзі грати в ігри один одного, заробляючи при цьому власні досягнення.
Steam Cloud — це функція зберігання даних у хмарі, яка надається платформою Steam, розробленою компанією Valve Corporation. Вона дозволяє користувачам синхронізувати ігрові збереження та інші важливі дані між різними пристроями, забезпечуючи доступ до своїх ігор з будь-якого місця. Ця функція ще забезпечує доставку контента, зберігання файлів, доступ до них і автоматичне оновлення ПЗ.
Також доступна Майстерня Steam — сервіс для створення, публікації та пошуку доповнень до ігор .
SteamOS позиціонується як «спільна, розважальна, багатокористувацька платформа».

## Історія
На конвенті LinuxCon у вересні 2013 співзасновник і виконавчий директор Valve Ґейб Ньюелл заявив, що він вважає «Linux та відкрите програмне забезпечення майбутнім ігрової індустрії», далі сказавши, що його компанія розробляє відладчик, який допоможе розробникам ігор під Linux, а незабаром буде зроблений анонс, пов'язаний з впровадженням Linux у вітальню. Уже 20 вересня о магазині Steam з'явилася сторінка з назвою «Всесвіт Steam буде розширюватися в 2014», де анонсувалися три новинки, що мають відношення до ігор у вітальні і ховаються під позначеннями O, [O ] і O+O. Перша новинка була розкрита 23 вересня, нею виявилася SteamOS, яка, за заявою Valve, повинна найкраще підійти для доставки товарів покупцям. Особливу увагу було приділено відкритості операційної системи, яка буде поширюватися безкоштовно, а користувачі зможуть змінювати і замінювати будь-яке програмне забезпечення в ній.
У жовтні 2013 Valve оголосила Steam Dev Days дводенну конференцію розробників, де розробники відеоігор зможуть випробувати новинки і забезпечити зворотний зв'язок стосовно SteamOS і Steam Machines в жовтні 2013 NVIDIA також оголосила про свою співпрацю з Valve, щоб допомогти в розробці Steam Machines за допомогою бібліотеки під назвою GameWorks, яка включатиме PhysX, OptiX, Visualfx та інші NVIDIA — власницькі двигуни.
У листопаді 2013 у Valve підтвердили, що вони не будуть робити ніяких ексклюзивних ігор для SteamOS, і також заохочувати інших розробників робити ігри під SteamOS.

## Випуски
|                        | Версія            | Дата виходу     | Базова ОС (Версія ядра Linux) | Важливі зміни                                     |
| SteamOS 1.0 Alchemist  | Beta              | 13 грудня 2013  | Debian 7.0 (3.10.11)          |                                                   |
|                        | Beta Update 105   | 9 травня 2014   | Debian 7.5 (3.2.57)           | AMD driver 14.4, Realtek r8168 driver             |
|                        | Beta Update 137   | 19 вересня 2014 | Debian 7.5                    |                                                   |
|                        | Beta Update 145   | 23 жовтня 2014  | Debian 7.5                    |                                                   |
|                        | Beta Update 153   | 15 січня 2015   | Debian 7.7 (3.10.60)          |                                                   |
| SteamOS 2.0 Brewmaster | Preview release   | 6 жовтня 2015   | Debian 8.2 (4.1)              | Випускаючий редактор John Vert                    |
|                        | Update 2.49       | 27 жовтня 2015  | Debian 8.2 (4.1)              |                                                   |
|                        | Update 2.61       | 27 січня 2016   | Debian 8.3                    |                                                   |
|                        | Update 2.70       | 22 квітня 2016  | Debian 8.4                    |                                                   |
|                        | Update 2.80       | 26 травня 2016  | Debian 8.4                    | AMDGPU PRO RC1                                    |
|                        | Update 2.83       | 29 червня 2016  | Debian 8.4                    | AMDGPU PRO RC2, NVIDIA driver 367.27              |
|                        | Update 2.87       | 29 липня 2016   | Debian 8.4 (4.5)              |                                                   |
|                        | Update 2.93       | 27 вересня 2016 | Debian 8.6                    |                                                   |
|                        | Update 2.110      | 20 січня 2017   | Debian 8.7 (4.8)              | Mesa 13.0.3, NVIDIA driver 375.26                 |
|                        | Update 2.115      | 22 травня 2017  | Debian 8.8 (4.11)             | Mesa 17.0.4, NVIDIA driver 381.22                 |
|                        | Update 2.117      | 6 червня 2017   | Debian 8.8 (4.11)             | stable updates                                    |
|                        | Update 2.121      | 25 липня 2017   | Debian 8.8 (4.11.12)          | підтримка Flatpak                                 |
|                        | Beta Update 2.141 | 4 січня 2018    | Debian 8.8 (4.14)             | Mesa 17.2.4, NVidia driver 387.22                 |
|                        | Update 2.148      | 22 січня 2018   | Debian 8.9 (4.14)             |                                                   |
|                        | Beta Update 2.151 | 3 липня 2018    | Debian 8.11                   | Новий випусковий редактор Pierre-Loup A. Griffais |
|                        | Update 2.154      | 24 липня 2018   | Debian 8.11                   | Переклад бета-версії в mainline                   |
|                        | Beta Update 2.164 | 4 серпня 2018   | Debian 8.11 (4.16)            | Mesa 18.1.5 (LLVM 7.0), NVIDIA driver 396.45      |
|                        | Beta Update 2.166 | 25 серпня 2018  |                               | Mesa 18.1.6, NVIDIA driver 396.54                 |
|                        | Beta Update 2.170 | 23 січня 2019   |                               | Новий випусковий редактор Timothee Besset         |
|                        | Update 2.189      | 20 березня 2019 |                               | Mesa 18.3.4, NVIDIA driver 415.27                 |
|                        | Beta Update 2.190 | 13 травня 2019  |                               | security updates                                  |
|                        | Update 2.195      | 26 червня 2019  | (4.19.45)                     |                                                   |

## Прийом
Після первісного оголошення багато розробників відеоігор поділилися своїми думками про SteamOS. Творець Minecraft Маркус Перссон описав операційну систему як «дивовижну новину», а розробник Thomas Was Alone Майк Бітелл назвав її «заохоченням» для інді-ігор. Інші розробники, такі як DICE, творці серії Battlefield, і Creative Assembly, розробники серії Total War, заявили, що вони планують підтримувати свої ігри на Linux і SteamOS. Глава Gearbox Software Ренді Пітчфорд зазначив, що він вважає, що операційна система потребувала унікальний додаток для залучення розробників, кажучи «без цього, обов'язкового для придбання, продукта, котрий приведе нас до цієї мети, я очікую, що галузь, у цілому, буде дивитися з цікавістю на нього, але в основному залишиться незмінною.»